# Bargteheide
Bargteheide é uma cidade da Alemanha localizada no distrito de Stormarn, estado de Schleswig-Holstein.
Bargteheide é a sede do Amt de Bargteheide-Land, porém, não é membro.